# Siège de Luxembourg (1684)
Pour les articles homonymes, voir Siège de Luxembourg.
Guerre des Réunions
Batailles
- Strasbourg
- Courtrai
- Dixmude
- Luxembourg
- Gênes

Le siège de Luxembourg est mené par les armées françaises de Louis XIV en 1684, qui menait alors sa politique des Réunions.

## Historique
Dans le cadre de la politique des Réunions du roi Louis XIV, Luxembourg fut revendiquée par la Couronne de France, déclenchant la guerre des Réunions. Les armées françaises mirent le siège devant la ville en décembre 1683. 
À partir du 28 avril 1684, Vauban dirigea les assauts sous les ordres du maréchal de Créquy et la ville tomba le 4 juin 1684.

## Conséquences
- La prise de la ville causa une grande inquiétude parmi les autres grandes puissances européennes, causant ainsi la formation de la Ligue d'Augsbourg en 1686.
- Par le traité de Ryswick de 1697, la ville fut rendue aux Habsbourg.